# Volta a Cataluña 1987
La Volta a Cataluña de 1987 fue la 67.ª edición de la Volta a Cataluña, que se disputó en 8 etapas del 9 al 17 de septiembre de 1987 con un total de 1367,9 km. El vencedor final fue el gallego Álvaro Pino del equipo BH por ante Ángel Arroyo del Reynolds-Seur, y de Iñaki Gastón del Kas.
La octava etapa estaba dividida en dos sectores. había dos contrarrelojes individuales, una en el prólogo de San Sadurní de Noya y la otra en Bañolas en el primer sector de la octava etapa.
Álvaro Pino ganaba su única "Vuelta" en una temporada en que estuvo afectado por una tendinitis.

## Etapas
| Etapa   | Fecha            | Ciudades de etapa                               | km    | Vencedor de la etapa | Líder de la general |
| ------- | ---------------- | ----------------------------------------------- | ----- | -------------------- | ------------------- |
| Prólogo | 9 de septiembre  | San Sadurní de Noya – San Sadurní de Noya (CRI) | 4,8   | Sean Kelly           | Sean Kelly          |
| 1.ª     | 10 de septiembre | San Sadurní de Noya – Tortosa                   | 195,0 | Sean Kelly           | Sean Kelly          |
| 2.ª     | 11 de septiembre | Tortosa – Salou                                 | 165,4 | Stefan Joho          | Sean Kelly          |
| 3.ª     | 12 de septiembre | Salou – Barcelona                               | 150,0 | Daniele Caroli       | Sean Kelly          |
| 4.ª     | 13 de septiembre | Barcelona - Lérida                              | 182,8 | Maurizio Fondriest   | Sean Kelly          |
| 5.ª     | 14 de septiembre | Tuca Betren - Baqueira-Beret                    | 185,0 | Álvaro Pino          | Álvaro Pino         |
| 6.ª     | 15 de septiembre | Tremp – Manresa                                 | 173,4 | Jörg Müller          | Álvaro Pino         |
| 7.ª     | 16 de septiembre | Manresa – Olot                                  | 168,0 | Marino Alonso        | Álvaro Pino         |
| 8.ª A   | 17 de septiembre | Bañolas – Bañolas (CRI)                         | 27,3  | Álvaro Pino          | Álvaro Pino         |
| 8.ª B   | 17 de septiembre | Bañolas – Playa de Aro                          | 116,2 | Jean-Claude Bagot    | Álvaro Pino         |

### Prólogo[1]
09-09-1987: San Sadurní de Noya – San Sadurní de Noya, 4,8 km. (CRI):
|   | Ciclista     | Equipo | Tiempo |
| - | ------------ | ------ | ------ |
| 1 | Sean Kelly   | Kas    | 5' 36" |
| 2 | Iñaki Gastón | Kas    | + 08"  |
| 3 | Stefan Joho  | Kas    | + 10"  |

|   | Ciclista     | Equipo | Tiempo |
| - | ------------ | ------ | ------ |
| 1 | Sean Kelly   | Kas    | 5' 36" |
| 2 | Iñaki Gastón | Kas    | + 08"  |
| 3 | Stefan Joho  | Kas    | + 10"  |

### 1.ª etapa[2]
10-09-1987: San Sadurní de Noya – Ermita de Nuestra Señora de la Providencia (Tortosa), 195,8 km.:
|   | Ciclista              | Equipo  | Tiempo     |
| - | --------------------- | ------- | ---------- |
| 1 | Sean Kelly            | Kas     | 5h 19' 10" |
| 2 | Maurizio Fondriest    | Ecoflam | m. t.      |
| 3 | Juan Fernández Martín | Zahor   | m. t.      |

|   | Ciclista              | Equipo  | Tiempo     |
| - | --------------------- | ------- | ---------- |
| 1 | Sean Kelly            | Kas     | 5h 24' 46" |
| 2 | Maurizio Fondriest    | Ecoflam | + 16"      |
| 3 | Juan Fernández Martín | Zahor   | + 17"      |

### 2.ª etapa[3]
11-09-1987: Tortosa – Salou, 165,4 km.:
|   | Ciclista               | Equipo           | Tiempo     |
| - | ---------------------- | ---------------- | ---------- |
| 1 | Stefan Joho            | Kas              | 4h 00' 56" |
| 2 | Manuel Jorge Domínguez | BH               | m. t.      |
| 3 | Antoni Esparza         | Caja Rural-Orbea | m. t.      |

|   | Ciclista           | Equipo  | Tiempo     |
| - | ------------------ | ------- | ---------- |
| 1 | Sean Kelly         | Kas     | 9h 25' 42" |
| 2 | Iñaki Gastón       | Kas     | + 16"      |
| 3 | Maurizio Fondriest | Ecoflam | + 17"      |

### 3.ª etapa[4]
12-09-1987: Salou – Barcelona, 150,0 km.:
|   | Ciclista       | Equipo  | Tiempo     |
| - | -------------- | ------- | ---------- |
| 1 | Daniele Caroli | Ecoflam | 3h 36' 13" |
| 2 | Iñaki Gastón   | Kas     | m. t.      |
| 3 | Régis Clère    | Teka    | m. t.      |

|   | Ciclista     | Equipo | Tiempo      |
| - | ------------ | ------ | ----------- |
| 1 | Sean Kelly   | Kas    | 13h 12' 01" |
| 2 | Iñaki Gastón | Kas    | + 10"       |
| 3 | José Recio   | Kelme  | + 13"       |

### 4.ª etapa[5]
13-09-1987: Barcelona - Lérida, 182,8 km.:
|   | Ciclista               | Equipo  | Tiempo     |
| - | ---------------------- | ------- | ---------- |
| 1 | Maurizio Fondriest     | Ecoflam | 4h 21' 22" |
| 2 | Manuel Jorge Domínguez | BH      | m. t.      |
| 3 | Alfonso Gutiérrez      | Teka    | m. t.      |

|   | Ciclista     | Equipo | Tiempo      |
| - | ------------ | ------ | ----------- |
| 1 | Sean Kelly   | Kas    | 17h 23' 23" |
| 2 | Iñaki Gastón | Kas    | + 10"       |
| 3 | José Recio   | Kelme  | + 13"       |

### 5.ª etapa[6]
14-09-1987: Tuca Betren - Baqueira-Beret, 185,0 km. :
|   | Ciclista           | Equipo           | Tiempo     |
| - | ------------------ | ---------------- | ---------- |
| 1 | Álvaro Pino        | BH               | 5h 15' 34" |
| 2 | Miguel Induráin    | Reynolds-Seur    | + 33"      |
| 3 | Patrocinio Jiménez | Café de Colombia | m. t.      |

|   | Ciclista           | Equipo           | Tiempo      |
| - | ------------------ | ---------------- | ----------- |
| 1 | Álvaro Pino        | BH               | 22h 39' 19" |
| 2 | Edgar Corredor     | Café de Colombia | + 58"       |
| 3 | Patrocinio Jiménez | Café de Colombia | + 1' 10"    |

### 6.ª etapa[7]
15-09-1987: Tremp – Manresa, 173,4 km.:
|   | Ciclista              | Equipo     | Tiempo     |
| - | --------------------- | ---------- | ---------- |
| 1 | Jörg Müller           | PDM        | 4h 15' 32" |
| 2 | Miguel Ángel Iglesias | Colchón CR | +4' 20"    |
| 3 | Maurizio Fondriest    | Ecoflam    | m. t.      |

|   | Ciclista           | Equipo           | Tiempo      |
| - | ------------------ | ---------------- | ----------- |
| 1 | Álvaro Pino        | BH               | 26h 59' 11" |
| 2 | Edgar Corredor     | Café de Colombia | + 58"       |
| 3 | Patrocinio Jiménez | Café de Colombia | + 1' 10"    |

### 7.ª etapa[8]
16-09-1987: Manresa – Olot, 168,0 km.:
|   | Ciclista         | Equipo           | Tiempo     |
| - | ---------------- | ---------------- | ---------- |
| 1 | Marino Alonso    | Teka             | 4h 16' 32" |
| 2 | Sean Kelly       | Kas              | +3' 32"    |
| 3 | Marino Lejarreta | Caja Rural-Orbea | m. t.      |

|   | Ciclista       | Equipo           | Tiempo      |
| - | -------------- | ---------------- | ----------- |
| 1 | Álvaro Pino    | BH               | 31h 19' 15" |
| 2 | Iñaki Gastón   | Kas              | + 1' 20"    |
| 3 | Edgar Corredor | Café de Colombia | + 1' 30"    |

### 8.ª etapa[9]
17-09-1987: Bañolas – Bañolas, 27,3 km. (CRI):
| Resultado de la 8ª etapa A \| \| Ciclista \| Equipo \| Tiempo \| \| - \| --------------- \| ------------- \| ------- \| \| 1 \| Álvaro Pino \| BH \| 34' 53" \| \| 2 \| Miguel Induráin \| Reynolds-Seur \| +13" \| \| 3 \| Sean Kelly \| Kas \| +33" \| |                 |               |         |
| | Ciclista        | Equipo        | Tiempo  |
| 1 | Álvaro Pino     | BH            | 34' 53" |
| 2 | Miguel Induráin | Reynolds-Seur | +13"    |
| 3 | Sean Kelly      | Kas           | +33"    |

### 8.ª etapa B
17-09-1987: Bañolas – Playa de Aro, 116,2 km.:
|   | Ciclista              | Equipo           | Tiempo     |
| - | --------------------- | ---------------- | ---------- |
| 1 | Jean-Claude Bagot     | Fagor            | 2h 36' 41" |
| 2 | Miguel Ángel Iglesias | Colchón CR       | +1' 47"    |
| 3 | Peio Ruiz Cabestany   | Caja Rural-Orbea | m. t.      |

|   | Ciclista     | Equipo        | Tiempo      |
| - | ------------ | ------------- | ----------- |
| 1 | Álvaro Pino  | BH            | 34h 32' 36" |
| 2 | Ángel Arroyo | Reynolds-Seur | + 2' 43"    |
| 3 | Iñaki Gastón | Kas           | + 3' 26"    |

## Clasificación General
|    | Ciclista           | Equipo           | Tiempo      |
| -- | ------------------ | ---------------- | ----------- |
|    | Álvaro Pino        | BH               | 34h 32' 36" |
| 2  | Ángel Arroyo       | Reynolds-Seur    | + 2' 43"    |
| 3  | Iñaki Gastón       | Kas              | + 3' 26"    |
| 4  | Edgar Corredor     | Café de Colombia | + 3' 43"    |
| 5  | Sean Kelly         | Kas              | + 3' 44"    |
| 6  | Laurent Fignon     | Bose-Système U   | + 3' 58"    |
| 7  | Pedro Delgado      | PDM              | + 4' 13"    |
| 8  | José Recio         | Kelme            | + 4' 39"    |
| 9  | Marino Lejarreta   | Caja Rural-Orbea | + 4' 58"    |
| 10 | Pedro Muñoz Machín | Fagor            | + 5' 02"    |

## Clasificaciones secundarias
|   | Ciclista           | Equipo | Puntos    |
| - | ------------------ | ------ | --------- |
| 1 | Pedro Muñoz Machín | Fagor  | 38 puntos |
| 2 | Álvaro Pino        | BH     | 37 puntos |
| 3 | Iñaki Gastón       | Kas    | 22 puntos |

|   | Ciclista           | Equipo         | Puntos    |
| - | ------------------ | -------------- | --------- |
| 1 | Sabino Angoitia    | Zahor          | 17 puntos |
| 2 | Jesús Suárez Cueva | Zahor          | 6 puntos  |
| 3 | Pascal Poisson     | Bose-Système U | 6 puntos  |

|   | Ciclista           | Equipo  | Puntos    |
| - | ------------------ | ------- | --------- |
| 1 | Sean Kelly         | Kas     | 97 puntos |
| 2 | Maurizio Fondriest | Ecoflam | 78 puntos |
| 3 | Iñaki Gastón       | Kas     | 60 puntos |

|   | Equipo           | Nacionalidad | Tiempo       |
| - | ---------------- | ------------ | ------------ |
| 1 | Reynolds-Seur    | España       | 103h 50' 37" |
| 2 | BH               | España       | + 19"        |
| 3 | Café de Colombia | Colombia     | + 1' 22"     |